# Ressha Sentai ToQger
Ressha Sentai ToQger (烈車戦隊トッキュウジャー (Liệt xa Chiến đội ToQger) Ressha Sentai Tokkyūjā), dịch là Chiến đội Liệt xa ToQger là bộ Super Sentai thứ 38 của Toei Company, sau bộ Zyuden Sentai Kyoryuger. Bộ phim được phát sóng trên TV Asahi từ ngày 16 tháng 2, 2014, cùng giờ với Kamen Rider Gaim và Kamen Rider Drive trong giờ phim Super Hero Time. Phim lấy chủ đề chính là tàu hỏa. Đây là chiến đội đầu tiên trong lịch sử Super Sentai mà các chiến binh có thể hoán đổi màu sắc cho nhau. Daewon Media (Hàn Quốc) lồng tiếng Hàn cho phim này với tên gọi Power Rangers Train Force.
Bộ phim được thuyết minh và phát hành tại Việt Nam bởi hãng phim Phương Nam với tên gọi ToQger - Chiến đội Hỏa xa..

## Cốt truyện
Rainbow Line (レインボーライン Reinbō Rain) là tuyến đường sắt ma thuật mà chỉ những ai có Imagination (イマジネーション Imajinēshon, Trí tưởng tượng) mới nhìn thấy được. Trái ngược với nó là Shadow Line (シャドーライン Shadō Rain) những kẻ muốn tạo bóng tối từ trái tim con người để mở rộng tuyến đường sắt của chúng, đưa bóng tối cai trị thế giới. Chính vì vậy Rainbow Line đã chọn ra những người có Imagination cao nhất để trở thành TOQger chống lại Shadow Line.

## Nhân vật

### Rainbow Line
Right (ライト Raito) - TOQ Ichi-gou (トッキュウ１号 (ToQ nhất hiệu) Tokkyū Ichi-gō)
Tên thật là Suzuki Right (鈴樹 来斗 (Linh Thụ Lai Đẩu)). Là người cuối cùng gia nhập nhóm. Right là người ham ăn ham ngủ, có tính làm trước nghĩ sau và thường hay bốc đồng. Tuy vậy, cậu cũng thường hay truyền cảm hứng cho mọi người. Right là người có Imagination cao nhất nhóm.
Tokatti (トカッチ Tokatchi) - TOQ Ni-gou (トッキュウ２号 (ToQ nhị hiệu) Tokkyū Ni-gō)
Tên thật là Tokashiki Haru (渡嘉敷 晴 (Độ Gia Phu Tình)). Tokatti có tính thận trọng nhưng đôi khi hơi hậu đậu và là một con mọt sách chính hiệu. Cậu thường hay suy nghĩ thái quá, khó đưa ra quyết định và không giỏi việc ứng biến. Tokatti được coi là thành viên thông minh nhất nhóm, dù cậu nghĩ rằng Hikari thông minh hơn mình.
Cái tên Tokatti được lấy từ tên tàu tốc hành Super Tokatchi của công ty đường sắt Hokkaido.
Mio (ミオ) - TOQ San-gou (トッキュウ３号 (ToQ tam hiệu) Tokkyū San-gō)
Tên đầy đủ là Natsume Mio (夏目 美緒 (Hạ Mục Mĩ Tự)). Là cô gái mạnh mẽ nhưng không kém phần đáng yêu. Cô rất quan tâm đến các thành viên khác trong nhóm, rất ghét những trò đánh lén sau lưng. Mio thường hay bất hòa với Right vì không thích tính cách bốc đồng của cậu.
Hikari (ヒカリ) - TOQ Yon-gou (トッキュウ４号 (ToQ tứ hiệu) Tokkyū Yon-gō)
Tên đầy đủ là Nonomura Hikari (野々村 洸 (Dã Dã Thôn Quang)). Là người thông minh, trầm tĩnh, luôn đứng ngoài những trò trẻ con của cả nhóm. Cậu có sở thích đọc truyện trinh thám, thích trêu chọc Kagura và có điểm yếu là sợ độ cao.
Kagura (カグラ) - TOQ Go-gou (トッキュウ５号 (ToQ ngũ hiệu) Tokkyū Go-gō)
Tên đầy đủ là Izumi Kagura (泉 神楽 (Tuyền Thần Lạc)). Là cô nàng nữ tính và có Imagination cao thứ hai trong nhóm. Bình thường Kagura khá rụt rè và thường hay lúng túng trong chiến đấu, tuy nhiên một khi Imagination của cô bộc phát cô sẽ mạnh lên rất nhiều, đến mức không ai địch nổi.
Nijino Akira (虹野 明 (Hồng Dã Minh)) - TOQ Roku-gou (トッキュウ６号 (ToQ lục hiệu) Tokkyū Roku-gō)
Từng là một Shadow với sức mạnh gây mưa với cái tên Zaram (ザラム Zaramu), sau một lần nhìn thấy cầu vồng sau cơn mưa anh đã cảm thấy hối hận về tội lỗi của mình. Anh rời bỏ Shadow Line và đến Rainbow Line, trở thành một người bảo trì các đường ray. Right giao cho anh Applichanger và Build Ressha để anh chiến đấu. Vì luôn trong hối hận, anh vừa chiến đấu vừa tìm nơi để an nghỉ cho mình. Tên của anh do nhóm ToQger đặt, có nghĩa là "Ánh sáng của cầu vồng". Anh không có khả năng đổi màu với ToQger khác. Anh có thể chơi được harmonica và kèn recorder (kèn recorder chỉ chơi duy nhất một lần trong tập 20).
Trưởng tàu (車掌 (Xa Chưởng) Shashō) - TOQ Nana-gou (トッキュウ７号 (ToQ thất hiệu) Tokkyū Nana-gō)
Là người điều khiển các Ressha của Rainbow Line và phụ giúp các ToQger chiến đấu chống Shadow.
Ticket  (チケット Chiketto)
Là phụ tá rối hình con khỉ của Trưởng tàu. Ticket từng có dịp biến thân thành con rối ToQ Roku-gou trong tập 17. Trưởng tàu luôn khăng khăng nó là một ảo ảnh quang học. Ticket có sở thích cà khịa và hay tuôn ra những lời khiến người khác bực mình, đặc biệt là với Right và Wagon.
Wagon  (ワゴン Wagon)
Là người máy giúp việc trên tàu. Công việc của cô là lau dọn và nấu ăn cho cả nhóm. Cô có sở thích đặc biệt là tự sướng và mê trai đẹp. Rainbow Pass của cô có màu hồng. Ở phần cuối, cô còn là người góp phần chính giúp nhóm ToQger tái hợp.
Tổng tài (総裁 (Tổng Tài) Sousai)
Người đứng đầu của Rainbow Line. Ông luôn mang cái đầu thỏ để giấu mặt.

### Shadow Line
Hoàng đế bóng tối Z (闇の皇帝ゼット Yami no Kōtei Zetto)
Kẻ đứng đầu Shadow Line. Dù sinh ra từ bóng tối nhưng hắn lại là kẻ đam mê những thứ lấp lánh đến mức ám ảnh, và hắn muốn chiếm lấy những thứ lấp lánh đó cho bằng được. Hắn tỏ ra rất hứng thú với nhóm ToQger, nhất là Right ngay từ đầu gặp mặt. Hắn cũng rất hứng thú với tiểu thư Gritta vì cô là người duy nhất trong Shadow Line có lấp lánh.
Bá tước Nero (ネロ男爵 Nero-danshaku)
Một trong những tướng dưới quyền của Z. Hắn luôn muốn mở rộng Shadow Line để thống trị thế giới. Tuy rằng bị Z ghét bỏ vì không có lấp lánh và thường hay khuyên can Z từ bỏ đam mê những thứ lấp lánh, hắn vẫn một lòng trung thành với Hoàng đế. Hắn đã hy sinh bản thân để chữa thương cho Z đánh bại nhóm ToQger cùng với Hầu tước Morc trong tập cuối.
Cái tên Nero được lấy nguyên văn từ nero (màu đen) trong tiếng Ý.
Phu nhân Noir (ノア夫人 Noa-fujin)
Một trong những tướng dưới quyền của Z, mẹ ruột của tiểu thư Gritta. Bà ta âm thầm mưu tính đưa con gái mình lên làm người đứng đầu Shadow Line bằng cách gả con gái mình cho Hoàng đế và trong đám cưới thì sẽ để con gái mình nuốt chửng Hoàng đế để hấp thu sức mạnh. Tuy nhiên, Z hấp thu ngược lại Gritta khiến kế hoạch của bà ta sụp đổ, bà ta buộc phải trung thành với Z. Về sau, phu nhân Noir đã âm thầm liên kết với tướng quân Schwarz để cứu Gritta ra khỏi thân thể Z. Gritta được giải cứu thành công nhưng bà ta đã chết để bảo vệ con mình.
Cái tên Noir được lấy nguyên văn từ noir (màu đen) trong tiếng Pháp.
Tướng quân Schwarz (シュバルツ将軍 Shubarutsu-shōgun)
Một kẻ có tham vọng xây dựng một đội quân Shadow Ressha để xâm chiếm thế giới, là bạn tốt của Akira khi anh còn ở Shadow Line. Schwarz biết Gritta mang lòng yêu mình nên hắn đã lợi dụng tình cảm đó để chiếm Shadow Line, tuy nhiên Gritta đã cứu sống ông ta để rồi bị Z hấp thu. Kể từ đó, ông ta luôn tìm cách giết chết Z để trả thù cho Gritta, nhưng khi biết được Gritta đang ở trong cơ thể Z, ông ta hợp tác với phu nhân Noir để cứu cô ra ngoài. Sau khi Gritta được cứu, ông ta đưa cô đi bằng tàu hỏa của mình rồi bị Z giết chết. Trước khi chết, ông ta khích tướng Hoàng đế rằng ông ta đã tìm thấy lấp lánh của đời mình.
Cái tên Schwarz được lấy nguyên văn từ schwarz (màu đen) trong tiếng Đức.
Tiểu thư Gritta (グリッタ嬢 Guritta-jō)
Con gái của phu nhân Noir, hôn thê của Hoàng đế Z. Cô luôn dằn vặt vì phải lựa chọn giữa việc cưới Hoàng đế theo lệnh mẹ ruột hoặc đi theo tình yêu của đời mình là tướng quân Schwarz. Cô đi theo Schwarz để không phải tham gia hôn lễ, nhưng bị ông ta lợi dụng để giết chết Hoàng đế. Tuy rằng cô đã nuốt chửng và hấp thu Hoàng đế trong lễ cưới, nhưng sau này cô bị Hoàng đế hấp thu ngược lại. Cô tình nguyện ở lại bên trong Z, thậm chí khi Z lên tàu của nhóm ToQger, cô đã xuất hiện để nhờ nhóm ngăn cản phu nhân Noir và tướng quân Schwarz đừng cứu cô ra khỏi cơ thể Z, tuy nhiên cô vẫn được cứu và Hoàng đế đã triệt để bộc phát sức mạnh của mình. Sau này, khi Z bị nhóm ToQger đánh bại, cô đã đưa Z trở về Shadow Line.
Cái tên Gritta được dựa trên từ glitter (lấp lánh) trong tiếng Anh.
Hầu tước Morc (モルク侯爵 Moruku-kōshaku)
Là thành viên già nhất Shadow Line, chuyên trông coi các Shadow Town. Bà ta từng nuôi dưỡng Z và đôi khi cư xử không hề đúng mực với Hoàng đế. Cũng giống như Bá tước Nero, bà ta cũng cực kỳ trung thành với Hoàng đế và sẵn sàng hy sinh chính mình để chữa thương cho Z trong trận chiến cuối cùng với nhóm ToQger.
Cái tên Morc được dựa trên từ mørk (bóng tối) trong tiếng Na Uy.
Kuros (クローズ Kurōzu)
Binh lính của Shadow Line, có nhiệm vụ hỗ trợ các quái vật Shadow hoặc lái các Kurainer.
Cái tên Kuros được dựa trên từ kuro (黒) (màu đen) trong tiếng Nhật.
Quái vật Shadow (シャドー怪人 Shadō Kaijin)
Là các quái vật Shadow có nhiệm vụ thu thập bóng tối. Chỉ mạnh hơn Kuros.

## Các tập phim
Trong TOQGer, mỗi tập phim được gọi là "trạm" (駅 eki) theo kiểu đoàn tàu.
| Tập | Tựa đề                                                                               | Biên kịch         | Ngày phát hành       |
| --- | ------------------------------------------------------------------------------------ | ----------------- | -------------------- |
| 1   | Nào cùng lên tàu tốc hành (特急烈車で行こう Tokkyū Ressha de Ikō)                    | Kobayashi Yasuko  | 16 tháng 2 năm 2014  |
| 2   | Chúng tôi ở đây (俺たちはここにいる Oretachi wa Koko ni Iru)                         | Kobayashi Yasuko  | 23 tháng 2 năm 2014  |
| 3   | Suy nghĩ liều lĩnh không thể lường trước (思いこんだら命がけ Omoikondara Inochigake) | Kobayashi Yasuko  | 2 tháng 3 năm 2014   |
| 4   | Cẩn thận đừng để mất thứ gì nhé (忘れ物にご注意を Wasuremono ni Gochūi o)            | Kobayashi Yasuko  | 9 tháng 3 năm 2014   |
| 5   | Bên kia đường ray thất lạc (消えた線路の向こうがわ Kieta Senro no Mukōgawa)          | Kobayashi Yasuko  | 16 tháng 3 năm 2014  |
| 6   | Mấy người đang tìm cái gì thế? (探し物はなんですか Sagashimono wa Nan Desu ka)       | Kobayashi Yasuko  | 23 tháng 3 năm 2014  |
| 7   | Chán nản, không còn động lực (やるせなく、やる気なく Yarusenaku, Yarukinaku)         | Kobayashi Yasuko  | 6 tháng 4 năm 2014   |
| 8   | Tiếng nổ lớn trên Rainbow Line (レインボーライン大爆破 Reinbō Rain Daibakuha)        | Kobayashi Yasuko  | 13 tháng 4 năm 2014  |
| 9   | Tình yêu là tấm vé một chiều (思いは片道切符 Omoi wa Katamichi Kippu)                | Kobayashi Yasuko  | 20 tháng 4 năm 2014  |
| 10  | Tokatti, chết khi hoàng hôn buông (トカッチ、夕焼けに死す Tokatchi, Yūyake ni Shisu) | Kobayashi Yasuko  | 27 tháng 4 năm 2014  |
| 11  | Hoàng đế bóng tối (闇の皇帝 Yami no Kōtei)                                           | Kobayashi Yasuko  | 4 tháng 5 năm 2014   |
| 12  | Tấm vé cầu vồng (虹の定期券 Niji no Teikiken)                                        | Kobayashi Yasuko  | 11 tháng 5 năm 2014  |
| 13  | Chạy đi, đoàn tàu cứu hỏa (走れ消火器 Hashire Shōkaki)                               | Yamatoya Akatsuki | 18 tháng 5 năm 2014  |
| 14  | Thanh tra phiền phức và thám tử đại tài (迷刑事、名探偵 Meikeiji, Meitantei)         | Yamatoya Akatsuki | 25 tháng 5 năm 2014  |
| 15  | Thứ nằm trong con tim bạn (心の中にあるもの Kokoro no Naka ni Aru Mono)              | Aikawa Sho        | 1 tháng 6 năm 2014   |
| 16  | Nguy hiểm trên chuyến tàu đặc biệt (危険な臨時烈車 Kiken na Rinji Ressha)            | Aikawa Sho        | 8 tháng 6 năm 2014   |
| 17  | Bầu trời sau cơn mưa (雨上がりの空に Ameagari no Sora ni)                            | Kobayashi Yasuko  | 22 tháng 6 năm 2014  |
| 18  | Khi tên anh được gọi (君の名を呼べば Kimi no Na o Yobeba)                            | Kobayashi Yasuko  | 29 tháng 6 năm 2014  |
| 19  | Xuất phát tốc hành! Build Dai-Oh! (出発！ビルドダイオー Shuppatsu! Birudo Daiō)      | Kobayashi Yasuko  | 6 tháng 7 năm 2014   |
| 20  | Nụ cười nguy hiểm (笑顔は危険 Egao wa Kiken)                                         | Kobayashi Yasuko  | 13 tháng 7 năm 2014  |
| 21  | Cô dâu chạy trốn (花嫁は逃走中 Hanayome wa Tōsōchū)                                  | Kobayashi Yasuko  | 20 tháng 7 năm 2014  |
| 22  | Nữ hoàng khai sinh (女帝の誕生 Jotei no Tanjō)                                       | Kobayashi Yasuko  | 27 tháng 7 năm 2014  |
| 23  | Cùng nắm lấy tay nhau (手と手をつないで Te to Te o Tsunai de)                        | Kobayashi Yasuko  | 10 tháng 8 năm 2014  |
| 24  | Bên kia những ngả đường (分岐点を越えて Bunkiten o Koete)                            | Kobayashi Yasuko  | 17 tháng 7 năm 2014  |
| 25  | Bay vào truyện cổ tích (おとぎ話が飛び出して Otogibanashi ga Tobidashite)            | Kobayashi Yasuko  | 24 tháng 7 năm 2014  |
| 26  | Trận chiến nhà tắm bắt đầu (銭湯で戦闘開始 Sentō de Sentō Kaishi)                    | Yamatoya Akatsuki | 31 tháng 7 năm 2014  |
| 27  | Sức mạnh mới (新たな力を Arata na Chikara o)                                         | Kobayashi Yasuko  | 7 tháng 9 năm 2014   |
| 28  | Không ngầu nhưng lại ngầu (カッコ悪いがカッコ良い Kakko Warui ga Kakko Ii)           | Kobayashi Yasuko  | 14 tháng 9 năm 2014  |
| 29  | Chuyến tàu tới ngã ba đường (対向車との合流点 Taikōsha to no Gōryūten)               | Yamatoya Akatsuki | 21 tháng 9 năm 2014  |
| 30  | Tiệc mừng sinh nhật (誕生日のお祝いは Tanjōbi no Oiwai wa)                           | Yamatoya Akatsuki | 28 tháng 9 năm 2014  |
| 31  | Hyper Ressha Terminal (ハイパーレッシャターミナル Haipā Ressha Tāminaru)             | Kobayashi Yasuko  | 5 tháng 10 năm 2014  |
| 32  | Quyết định (決意 Ketsui)                                                             | Kobayashi Yasuko  | 12 tháng 10 năm 2014 |
| 33  | Karate là số một (カラテ大一番 Karate Ōichiban)                                      | Kobayashi Yasuko  | 19 tháng 10 năm 2014 |
| 34  | Tình yêu ồn ào (恋は大騒ぎ Koi wa Ōsawagi)                                           | Yamatoya Akatsuki | 26 tháng 9 năm 2014  |
| 35  | Terminal bị cướp (奪われたターミナル Ubawareta Tāminaru)                             | Kobayashi Yasuko  | 9 tháng 11 năm 2014  |
| 36  | Giấc mơ 100 điểm (夢は100点 Yume wa Hyakuten)                                        | Aikawa Sho        | 16 tháng 11 năm 2014 |
| 37  | Câu hỏi bất thường (理不尽クイズ Rifujin Kuizu)                                      | Yamatoya Akatsuki | 23 tháng 11 năm 2014 |
| 38  | Nào cùng làm phim (映画つくろう Eiga Tsukurō)                                        | Yamatoya Akatsuki | 30 tháng 11 năm 2014 |
| 39  | Khởi đầu của kết thúc (終わりの始まり Owari no Hajimari)                             | Kobayashi Yasuko  | 7 tháng 12 năm 2014  |
| 40  | Ai là hắn? Hắn là ai? (誰があいつで あいつが誰で Dare ga Aitsu de, Aitsu ga Dare de) | Kobayashi Yasuko  | 14 tháng 12 năm 2014 |
| 41  | Trận chiến Giáng Sinh (クリスマス大決戦 Kurisumasu Daikessen)                        | Kobayashi Yasuko  | 21 tháng 12 năm 2014 |
| 42  | Bức thư gửi tới bạn (君に届く言葉 Kimi ni Todoku Kotoba)                             | Kobayashi Yasuko  | 28 tháng 12 năm 2014 |
| 43  | Cánh cửa bị khóa (開かない扉 Akanai Tobira)                                          | Kobayashi Yasuko  | 11 tháng 1 năm 2015  |
| 44  | Tới Subarugahama (昴ヶ浜へ Subarugahama e)                                           | Kobayashi Yasuko  | 18 tháng 1 năm 2015  |
| 45  | Nơi quê nhà bạn từng rời bỏ (君が去ったホーム Kimi ga Satta Hōmu)                    | Kobayashi Yasuko  | 25 tháng 1 năm 2015  |
| 46  | Trạm dừng cuối cùng (最後の行き先 Saigo no Ikisaki)                                  | Kobayashi Yasuko  | 8 tháng 2 năm 2015   |
| 47  | Người tỏa sáng (輝いているもの Kagayaiteiru Mono)                                    | Kobayashi Yasuko  | 15 tháng 2 năm 2015  |

## Phim điện ảnh

### Kamen Rider Taisen
Bài chi tiết: Heisei Rider vs Shōwa Rider: Kamen Rider Taisen feat. super Sentai
Các diễn viên chính từ Ressha Sentai TOQger và Kamen Rider Gaim , cùng với Ryo Ryusei người trở lại với vai Daigo Kiryu từ Zyuden Sentai Kyoryuger tham gia Heisei Rider vs Shōwa Rider: Kamen Rider Taisen feat. Super Sentai (平成ライダー対昭和ライダー仮面ライダー大戦feat.スーパー戦隊 - Heisei Raida Tai Shōwa Raida Kamen Raida Taisen feat. Supa Sentai) được ra mắt tại các rạp vào ngày 29 Tháng Ba, 2014.  Bộ phim cũng có sự trở lại của các nhân vật Kamen Rider đời trước, đáng chú ý nhất chính là Hiroshi Fujioka, diễn viên gốc của Kamen Rider Ichigo.

### Ressha Sentai TOQger vs. Kyoryuger: The Movie
Ressha Sentai TOQger vs. Kyoryuger: The Movie (烈車戦隊トッキュウジャーVSキョウリュウジャー THE MOVIE Ressha Sentai Tokkyūjā Tai Kyōryūjā Za Mūbī?) Là một bộ phim Nhật Bản năm 2015, là sự kết hợp giữa các diễn viên của Super Sentai series Ressha Sentai ToQger và Zyuden Sentai Kyoryuger, trong đó có sự xuất hiện đầu tiên của dàn diễn viên chính của Shuriken Sentai Ninninger. Kyaeen Hiroyuki Amano ngôi sao khách mời 's. Nó được phát hành trên toàn quốc tại Nhật Bản vào ngày 17 Tháng 1 năm 2015.
Sự kiện của movie diễn ra sau tập 35 (nhóm TOQGer đã có TOQ Rainbow) và trước sự kiện Giáng Sinh bắt đầu từ tập 39 (Phu Nhân Noire vẫn chưa bị Z giết).
Lady of the Line Galaxy thông báo TOQgers rằng một năng lượng kỳ lạ là nhóm đường tới Trái Đất vì nó sẽ gửi một thiết bị đầu cuối Galaxy Dòng đâm vào Trái Đất. Các TOQgers điều tra, thấy mình chiến đấu với một nhóm các Cambrima và Zorima trước năm thành viên chính của Kyoryugers cứu họ khỏi lẩm bẩm Deboth quân đội. Nhận thấy nó đã được bao lâu kể từ khi họ đã chiến đấu với nhau, Kyoryugers đi qua cuộc chiến và đánh bại các tay sai Deboth quân đội trước khi học tập các thiết bị đầu cuối Galaxy Line được bao quanh bởi một hàng rào. Các Ressha đến và Daigo, có thể nhìn thấy nó mặc dù là một người trưởng thành do, được đưa ra một đường chuyền đặc biệt. Khi ở trong Ressha, Daigo cho thấy con số người tạo ra xung quanh các thiết bị đầu cuối là một trong những người tạo ra kẻ thù đội mình Deboth: Đấng Tạo Devius. Hơn nữa, Daigo giải thích rằng Devius đang bòn rút năng lượng thiết bị đầu cuối của Galaxy Line và đội mình có một cơ hội để ngăn chặn anh ta trước khi anh đạt đầy sức mạnh để tiêu diệt Trái Đất. Mặc dù phải cung cấp viện trợ của mình, Daigo quay xuống giúp đỡ của TOQgers như họ không thể chiến đấu chống lại quân Deboth và khuyên họ để lại điều này với anh ta và nhóm của ông. Tại Castle Terminal, Crimson High Priest Salamazu xuất hiện trước Hoàng đế Z để thiết lập một liên minh giữa Shadow và Debious.
Trong khi chờ đợi một chuyến tàu, Utsusemimaru thấy mình phải đối mặt với Clock Shadow và một nhóm Đóng trước Akira đến để hỗ trợ các Kyoryuger. Hai thành viên thứ sáu Sentai chiến binh biến đổi để chống lại đồng hồ bóng như phần còn lại của TOQgers đến. Những người duy nhất biết điện Clock Shadow để thao túng tuổi tác người khác với giọng hát của mình, TOQ 6gou triệu hồi tích xây dựng Ressha để có được đội ngũ của mình và Kyoryu vàng xa Shadow Creep trước khi ông được điều khiển tắt bởi Shuriken Sentai Ninninger. Nhưng Clock bóng thành công trong việc khôi phục các ToQgers với các hình thức con mình trong khi quay Utsusemimaru thành em bé. Sau khi bị đẩy lùi bởi Salamazu và dòng Shadow, Kyoryugers đáp ứng với TOQgers vì sau đó thảo luận về một đội lên mặc dù Daigo từ chối cho con mình tham gia. Trước khi phải giải thích nó cũng không khác so với trước đây, các nhóm bị phục kích bởi Clock Shadow Đóng và Zorima. Mặc dù mục đích Kyoryugers để bảo vệ trẻ em, TOQgers biến đổi và trao đổi TOQ Ressha của họ với 'Kyoryugers Zyudenchi nên các đội Sentai có thể kết hợp tưởng tượng và Brave họ để đánh bại lẩm bẩm.
Nhưng sau khi giải thể hợp tác với Shadow Line để ăn cắp bóng tối của họ để hoàn thành Devius của điện lên, Salamazu xuất hiện và hấp thụ Clock Shadow và lẩm bẩm còn lại trước khi ông biến thành một tàu hộp khổng lồ mòn bởi năm Đóng khổng lồ. Kyoryuzin, TOQ-Oh và BuildDai-Oh mặt Salamazu trước khi hình thành Gigant Kyoryuzin với Ressha và ToQ Rainbow với Zyudenchi để đánh bại kẻ thù của họ trong khi ToQgers và Utsusemimaru trở về trạng thái trưởng thành. Tuy nhiên, chiến thắng là ngắn ngủi như Devius xuất hiện và tiến hành sử dụng bóng tối Salamazu cho ông để áp đảo các đội bóng với Kyoryugers thương Sentai. Sau đó, tại Hyper Ressha Terminal, TOQgers hiểu rằng họ có thể cần phải đấu tranh Devius riêng của họ như là Zyudenryu trái Zyudenchi của họ trong các thiết bị đầu cuối. Daigo, nghe lỏm được cuộc thảo luận của các TOQgers về bảo vệ gia đình của họ, hiểu họ tốt hơn một chút. Sáng hôm sau, Conductor, vé, và Wagon đã tập trung tại văn phòng của Chủ tịch Line Cầu vồng nơi họ gặp một tinh thần Torin. Với sự hợp tác của Torin, họ đã có thể kết hợp các Zyudenchi khổng lồ để tạo ra một Brave Zyudenchi. Kế hoạch tấn công là cho TOQgers khác để tổ chức phòng thủ Devius 'khi Red Ressha được Brave Zyudenchi rào cản để vượt qua.
Trong khi những người khác tranh với Cryners và làm sống lại bóng Creeps, TOQ 1gou đạt đến thiết bị đầu cuối và phải đối mặt với Devius trước khi bị lấn át. Mọi thứ dường như ảm đạm cho đến khi Kyoryu Red đến để viện trợ TOQ 1gou trong khi các Kyoryugers khác hỗ trợ các TOQgers. Sau Devius đạt được đầy đủ sức mạnh, TOQ 1gou và Kyoryu Red giả dạng Hyper TOQ 1gou và Kyoryu Red Carnival của họ để đánh bại anh ta với một Gabutyra Ressha trước khi thoát khỏi hang động trong. Nhưng Devius được tiết lộ đã sống sót như anh nổi lên như một người khổng lồ để quét sạch hai đội Sentai. Tuy nhiên, các TOQgers tìm sự giúp đỡ bất ngờ từ Shadow Line, những người muốn trả thù sự phản bội Devius, cùng với Kyoryugers khác Canderrilla và Luckyro gọi là đêm cuối cùng. Ba nhóm tiến hành cắt cánh Devius trước khi tiêu diệt được hắn ta. Sau đó, các TOQgers nói tạm biệt tốt của họ để các Kyoryugers với Daigo chúc họ may mắn nhất lúc nhận nhà một ngày nào đó.

### Ressha Sentai TOQger the Movie: Galaxy Line S.O.S
Ressha Sentai TOQger the Movie: Galaxy Line S.O.S (烈車戦隊トッキュウジャーTHE MOVIEギャラクシーラインSOS Ressha Sentai Tokkyūjā THE MOVIE Gyarakushī Mưa SOS ?) Là một bộ phim Nhật Bản phục vụ như là sự thích ứng sân khấu của 2014 Super Sentai series truyền hình Ressha Sentai TOQger. Sự kiện của movie diễn ra sau tập 6 (trước khi Toqger gặp Kamen rider Gaim) Nó được phát hành vào ngày 19 tháng 7 năm 2014, là một đôi thanh toán với Kamen Rider Gaim: Great bóng đá trận! Trái cây Cúp vàng!. Nó có tính năng TOQgers giúp đỡ Lady, ruột của dòng Galaxy, sau khi cô bị tấn công bởi Count Nair của Shadow Line, miêu tả bởi nhạc sĩ Hyadain. Hyadain nói rằng, như một đứa trẻ, ông thích Dengeki Sentai Changeman, Choushinsei Flashman, và Hikari Sentai Maskman và hy vọng rằng ông sẽ miêu tả các nhân vật tốt. Galaxy Line là về để trở về Trái Đất sau 25 năm hoạt động trong không gian khi nó bị tấn công bởi một Cryner thí điểm bởi Count Nair. Lady, dẫn Galaxy Line, rơi trên Trái Đất chỉ với Lion Ressha, trong khi người kia Safari Ressha mà soạn Galaxy Đường đi mất tích, nhưng cô được giải cứu bởi các ToQgers. Trong khi Đếm Nair trả tiền một lần cho Hoàng đế Z tại Castle Terminal, phải làm cho một kế hoạch để thúc đẩy sự Lion Ressha trở lại không gian bằng cách sử dụng một tháp địa phương như là một phần của một cây cầu, nhưng Lady chỉ ra rằng không có đủ trí tưởng tượng trên Trái Đất để điện nó lên, tuyên bố rằng với sự suy giảm của các thăm dò không gian, mọi người dừng lại nhằm vào những ngôi sao như họ đã sử dụng đến 50 năm trước khi Galaxy Line được thành lập.
Ngay sau đó, Count Nair và đối tác của mình, Hound bóng tấn công TOQgers để săn lùng Lion Ressha, nhưng trong khi phải chạy trốn với Lady, bốn TOQgers khác ở lại để trang trải cho họ. Hỗ trợ bởi Akira, người xuất hiện để giúp đỡ họ là tốt, phải chạy với Line Rainbow, kéo Lion Ressha với nó, nhưng không có đủ trí tưởng tượng để hoàn thành cây cầu. Tuy nhiên, các Ressha cháy sử dụng bình chữa của mình để tạo ra một cầu vồng, hút sự chú ý của tất cả các trẻ em trong vùng lân cận và tạo cảm hứng cho trí tưởng tượng của họ, cho phép phải để hoàn thành cây cầu
Bây giờ với một con đường trở về không gian mở, Lady nhờ Quyền và vay ông năm Safari Ressha, mà TOQgers sử dụng để đánh bại Đếm Nair và Hound Shadow. Tuy nhiên, hai phóng to và kết hợp, chứng minh bản thân mình quá mạnh cho TOQgers và Ressha của họ. Nhưng Lady trở lại trong thời gian với tất cả năm của Safari Ressha tụ tập để hình thành Safari Ga-Oh cho phép TOQgers để đánh bại Đếm Nair và Hound bóng cho tốt. Sau khi phải trả về Safari Ressha Lady, cô tạm biệt TOQgers và rời khỏi Trái Đất để bắt đầu một cuộc hành trình 25 năm dài qua các ngôi sao.
Bộ phim giới thiệu Safari Ressha, mà biến thành SafariGa-Oh

### Ninninger vs. TOQger
Bài chi tiết: Shuriken Sentai Ninninger vs ToQger the Movie: Ninja in Wonderland
Sentai Ninninger Vs. Shuriken TOQger The Movie: Ninja In Wonderland (Shuriken Sentai Ninninger VS giới hạn bình nhanh THE MOVIE ninja-trong-wonderland Shuriken Sentai Ninninja Tai Tokkyuja Za Mubi Ninja Trong Wandarando ) Được Phát hành tại các rạp Nhật Bản Ngày 23 Tháng 1 năm 2016, Featuring phôi của cả hai Các Shuriken Sentai Ninninger Và TOQger .

### Special DVD
Ressha Sentai TOQger DVD đặc biệt: Farewell, vé! Các Wasteland Siêu TOQ Trận!! (烈車戦隊トッキュウジャーさらばチケットくん荒野の超トッキュウバトル!!Ressha Sentai Tokkyūjā DVD Supesharu: Saraba, Chiketto Arechi Supa Tokkyū Batoru!! ) là một DVD đặc biệt bởi Kodansha rằng các chi tiết vé kết thúc trong tay của Akira. Sau khi nỗ lực để có được anh ta ra, Akira và phải buộc phải giúp Ticket trong việc giải quyết những việc với kẻ thù của mình Kaniros, ai cũng tranh thủ được sự hỗ trợ chung Schwarz.

### V-Cinema
Họ Đã đi Và Came Back Again Ressha Sentai TOQGer: Super TOQ 7Gou Of Dreams (thực hiện bởi siêu tốc số 7 của ressha sentai toqger giấc mơ đã trở lạiItte Kaettekita Ressha Sentai Tokkyuja Yume No Cho Tokkyu Nana-Go ) Is A Direct-To phim -Video sẽ được phát hành vào ngày 24 tháng 6 năm 2015.
Mười năm sau khi các sự kiện của series, TOQgers hoàn toàn lớn lên thấy mình bị tấn công bởi Shadow Line trước khi kết thúc gửi lại qua thời gian đến năm 2017 vào ngày trước khi họ Tốt nghiệp Khi Childhood Selves của họ Set Out Để Tìm Akira. Nhưng The TOQgers Childhood Tìm Tự mình họp The Mysterious ToQ 7Gou (lớp đặc biệt số 7 Tokkyu Nana-Go ) Trong khi Facing The Shadow Dòng cỦA Leader New Archduke Hei, Ai nỗ lực để Turn Akira Trở Zalam Với giúp đỡ từ người bạn im lặng 6 TOQger của tanktop Shadow. Nhưng TOQgers, lấy lại trí tưởng tượng của họ bị mất trong quá trình này, giúp bản thân thời thơ ấu của họ lưu Akira và chuộc tanktop bóng với Hei đi trốn để trả thù của mình trên TOQgers bất lực trong thời gian tám năm. may mắn thay, thời gian nghịch lý gây ra bởi Glitta phép TOQgers giữ lại tưởng tượng lấy lại của họ trong khi họ đang tham gia của Akira, các TOQgers tuổi thơ và nhạc trưởng như TOQ 7gou trong hoàn thiện Hei cho tốt.

## Phân vai
- Right (ライト Raito) - Shison Jun (志尊 淳)
- Tokatti (トカッチ Tokatchi) - Hiramaki Jin (平牧 仁),
- Mio (ミオ) - Kojima Riria (梨里杏)
- Hikari (ヒカリ) - Yokohama Ryūsei (横浜 流星),
- Kagura (カグラ) - Moritaka Ai (森高 愛),
- Nijino Akira (虹野 明) - Nagahama Shin (長濱 慎)
- Trưởng tàu (車掌 Shashō) - Sekine Tsutomu (関根 勤)
- Hoàng đế Bóng Tối Z (闇の皇帝ゼット Yami no Kōtei Zetto) - Ōkuchi Kengo (大口 兼悟)
- Ticket (チケット Chiketto, lồng tiếng), người dẫn chuyện (ナレーター Narētā), giọng thiết bị ToQger - Yamaguchi Kappei (山口 勝平)
- Wagon (ワゴン, lồng tiếng) - Horie Yui (堀江 由衣)
- Tổng tài Rainbow Line  (レインボーライン総裁 Reinbō Rain Sōsai, lồng tiếng) - Toriumi Kōsuke (鳥海 浩輔)
- Nam Tước Nero (ネロ男爵 Nero-danshaku, lồng tiếng) - Fukuyama Jun (福山 潤 Fukuyama Jun)
- Phu Nhân Noire (ノア夫人 Noa-fujin, lồng tiếng) - Hisakawa Aya (久川 綾 Hisakawa Aya)
- Tướng Quân Schwarz (シュバルツ将軍 Shubarutsu Shōgun, lồng tiếng) - Jō Haruhiko (壤 晴彦)
- Tiểu Thư Girtta  (グリッタ嬢 Guritta Jō, lồng tiếng) - Hidaka Noriko (日高 のり子 Hidaka Noriko)
- Hầu Tước Morc (モルク侯爵 Moruku Kōshaku, lồng tiếng) - Suzuki Reiko (鈴木 れい子 Suzuki Reiko).

## Mecha
*TOQ Raibow
- Hyper Ressha Tei-Oh (Đoàn Tàu Cầu Vồng)
- Cho Cho TOQ Dai-Oh (Hỏa Xa Hỗ Trợ)
+ Build Dai-Oh (Hỏa Xa Xây Dựng)
+ Cho TOQ-Oh (Hỏa Xa Con)
- TOQ-Oh (Hệ Tàu chính)

1. Red Ressha (Hỏa Xa Đỏ)
2. Bule Ressha (Hỏa Xa Xanh Dương)
3. Yellow Ressha (Hỏa Xa Vàng)
4. Green Ressha (Hỏa Xa Xanh Lá)
5. Pink Ressha (Hỏa Xa Hồng)

- Diesel-Oh (Hệ Tàu Đi-e-sen)

1. Diesel Ressha (Hỏa Xa Đi-e-sen)
2. Tank Ressha (Hỏa Xa Bồn Chứa)
3. Car Carrier Ressha (Hỏa Xa Chở Ô Tô)

+ Drill Ressha (Hỏa Xa Mũi Khoan)
+ Police Ressha (Hỏa Xa Cảnh Sát)
+ Shield Ressha (Hỏa Xa Đèn Hiệu)
+ Fire Ressha (Hỏa Xa Cứu Hỏa)